# Robert Devoucoux
 (mai 2013).
Si vous disposez d'ouvrages ou d'articles de référence ou si vous connaissez des sites web de qualité traitant du thème abordé ici, merci de compléter l'article en donnant les références utiles à sa vérifiabilité et en les liant à la section « Notes et références ».
 (mai 2013).
- Si vous ne connaissez pas le sujet, laissez ce bandeau (vous pouvez alors contacter les auteurs).
- Si vous supprimez le contenu mis en cause (vous pouvez préalablement contacter les auteurs),

argumentez précisément cette suppression dans la page de discussion
(un manque de référence n'est pas un argument ; une recherche réelle de référence doit avoir été effectuée, être formellement documentée).
Pour les articles homonymes, voir Devoucoux.
Robert Devoucoux, né à Biarritz le 24 août 1911 et mort dans la même commune le 3 octobre 1997, est un peintre français.

## Biographie

### Des années 1911 à 1945
Robert Devoucoux suit des études au lycée à Bayonne. Son oncle, l'organiste Marcel Dupré, le dirige vers la peinture.
Il est admis à l'École des arts décoratifs à Paris. Parallèlement, il travaille dans les ateliers de Jacques Gruber, maitre verrier de l'Art nouveau, rue d’Alésia à Paris, en tant que dessinateur de vitraux.
Le curé Nauleau commande une série de vitraux pour l’église Sainte-Radegonde de Monnières à Jacques Gruber. Celui-ci meurt en 1936 en n'ayant pu terminer ce travail. La création des vitraux des fenêtres et de la verrière de l'église revient alors à Robert Devoucoux qui les cosigne.
La verrière est consacrée aux vies des deux patrons de la paroisse, sainte Radegonde et Saint Louis. Les fenêtres latérales traitent de sujets bibliques : Le martyre de saint Vincent de Saragosse, Le Pressoir, La Cène, Le Baptême de Clovis, Le Grand-prêtre Melchisédech faisant don du pain et du vin, La Parabole de la vigne.
Devoucoux participe temporairement à un groupe d'artistes qui comprend Pierre Tal-Coat et Alberto Giacometti.[réf. nécessaire]

### Des années 1945 à 1960
Cette période, très active, voit sa participation à de nombreuses manifestations à Milan, Stockholm et Paris. Il expose dans les galeries « Art Vivant » et « Le Cercle ».
Devoucoux est invité en tant que peintre de l'école de Paris à des expositions au Canada, au Portugal et au Japon.
Durant cette période, il participe plusieurs fois au Salon de Mai et au Salon d'Automne à Paris.
Il envoie des œuvres à deux reprises au Salon des peintres témoins de leur temps qui se tient au musée Galliera à Paris.
L'État français et la Ville de Paris achètent plusieurs de ses toiles.
En 1956, il réalise une aquarelle pour illustrer un poème de Claude Aveline. Cette œuvre, donnée en 1963 au musée national d'art moderne à Paris, accompagne un ensemble de 108 dessins et peintures d'artistes divers.
Une exposition de dix-huit de ses toiles se déroule du 6 au 31 décembre 1960 à la galerie Thibaut à New York.
Certaines de ses œuvres datant des années soixante opèrent une fusion entre la figuration et l'abstraction.
L'urbanisme est présent dans plusieurs huiles de cette époque, aussi bien dans Angles de rues où le lien avec l'architecture est encore visible que dans La Ville, où le chatoiement des lumières de la ville et le passage des automobiles contraste avec les bâtiments diffus et les silhouettes humaines à peine perceptibles.

### Des années 1960 à 1997
En 1963, il participe à Paris au XVe Salon du dessin et de la peinture à l'eau.
C'est à cette époque qu'une gouache Venetiansk motiv est acquise par Herbert Melbye (København 1898-1976).
À sa mort en 1976, cette peinture est donnée au SMK.
En 1974, dans le cadre du concours pour l'Exposition philatélique internationale Arphila 75 Paris, il propose deux gouaches.
Cette exposition a lieu du 6 au 16 juin 1975. Cependant ses deux projets ne sont pas retenus.
À cette époque, il séjournera 70 rue Rodier à Paris dans le 9e arrondissement.
Dans la période qui suit, il est considéré comme un peintre localisé à Montmartre
En 1990, Richard Devoucoux réalise un documentaire sur cet artiste de 16 minutes, intitulé Peindre ?.
Il nous montre l'artiste dans son atelier, une fenêtre ouverte sur ses œuvres. l'une d'elles représente la ville au pied du Sacré-Cœur. D'un flot de véhicules : voitures, bus, mobylette et d'un entrelacs de lignes architecturales surgissent des personnages naïfs. Un peintre et son chevalet, un policier, une femme accoudée à sa fenêtre, ou une autre avec son chat.